# Тобаго

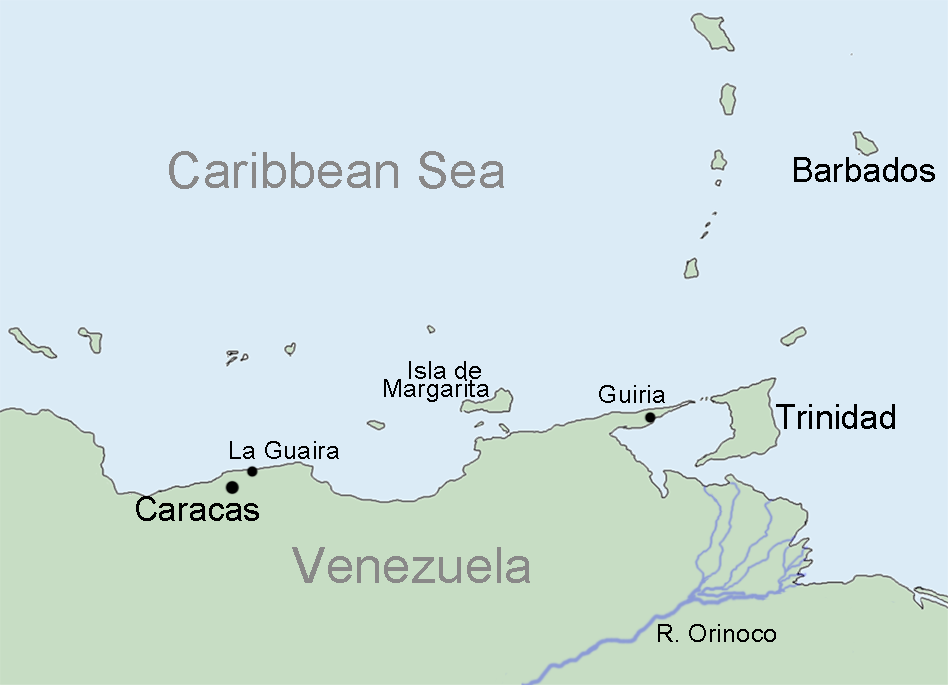
Тринидад и Тобаго, Барбадос, побережье Венесуэлы

Тоба́го (англ. Tobago) — остров в Атлантическом океане, к северо-востоку от острова Тринидад, вместе с которым входит в состав государства Тринидад и Тобаго. Административный центр и главный город — Скарборо.

## Природа острова
Главный хребет острова Тобаго, протянувшийся через осевую часть острова с юго-запада на северо-восток, является продолжением Берегового хребта Венесуэлы, имеет максимальные высоты около 600 м над уровнем моря и прорезан узкими долинами горных речек.
Уникальна природа острова, и она бережно охраняется в течение многих столетий. Вечнозеленые леса островов тщательно охраняются, для чего созданы многочисленные, для столь крохотной территории, резерваты, а также уникальный морской заповедник «Buccoo Reef». В этом природном парке можно увидеть живописные гавани, множество тропических рыб, разные виды кораллов. В лагуне «Bon Accord Lagoon», расположенной неподалёку, гнездятся сотни птиц, в том числе карибская ласточка, мухоловка и белохвостый козодой.
Общая площадь 303 км² (в длину 41 км, в ширину 14 километров).

## История
Тобаго, как и Тринидад, был открыт Колумбом и захвачен испанцами. Однако, в отличие от большинства других островов региона Карибского моря, здесь никогда не предпринималось серьёзных попыток колонизации, хотя в XVII столетии за право владеть островом боролись англичане, французы, голландцы и Герцогство Курляндское. В 1704 году остров был объявлен нейтральной территорией, но после того, как пираты устроили здесь свою базу, британцы в 1763 году установили свою колониальную администрацию.
В 1888 году Тобаго объединяется с Тринидадом, в 1889 году получает свой собственный независимый законодательный орган, а с 1946 года становится самоуправляющейся территорией в составе Федерации британской Вест-Индии. В начале 1960-х Тобаго наравне с Тринидадом добивается права внутреннего самоуправления, а в 1962 году оба острова получают полную независимость.

## Административное деление
Самоуправляемая территория Тобаго административно состоит из 2 регионов, которые делятся на 7 округов:
| № | Регион    | Округ (русск.) | Округ (англ.) | Площадь, км² | Население, чел. |
| - | --------- | -------------- | ------------- | ------------ | --------------- |
| 1 | Западный  | Сент-Эндрю     | Saint Andrew  | 21           | 17 536          |
| 2 | Западный  | Сент-Патрик    | Saint Patrick | 38           | 15 560          |
| 3 | Западный  | Сент-Дэвид     | Saint David   | 38           | 8733            |
| 4 | Восточный | Сент-Джордж    | Saint George  | 43           | 6875            |
| 5 | Восточный | Сент-Мэри      | Saint Mary    | 56           | 3297            |
| 6 | Восточный | Сент-Пол       | Saint Paul    | 49           | 6048            |
| 7 | Восточный | Сент-Джон      | Saint John    | 55           | 2825            |

## Население
Население в 2011 году составляло 60 874 человека.

## Экономика
Имеются плантации какао и кокосовой пальмы.

## Туризм

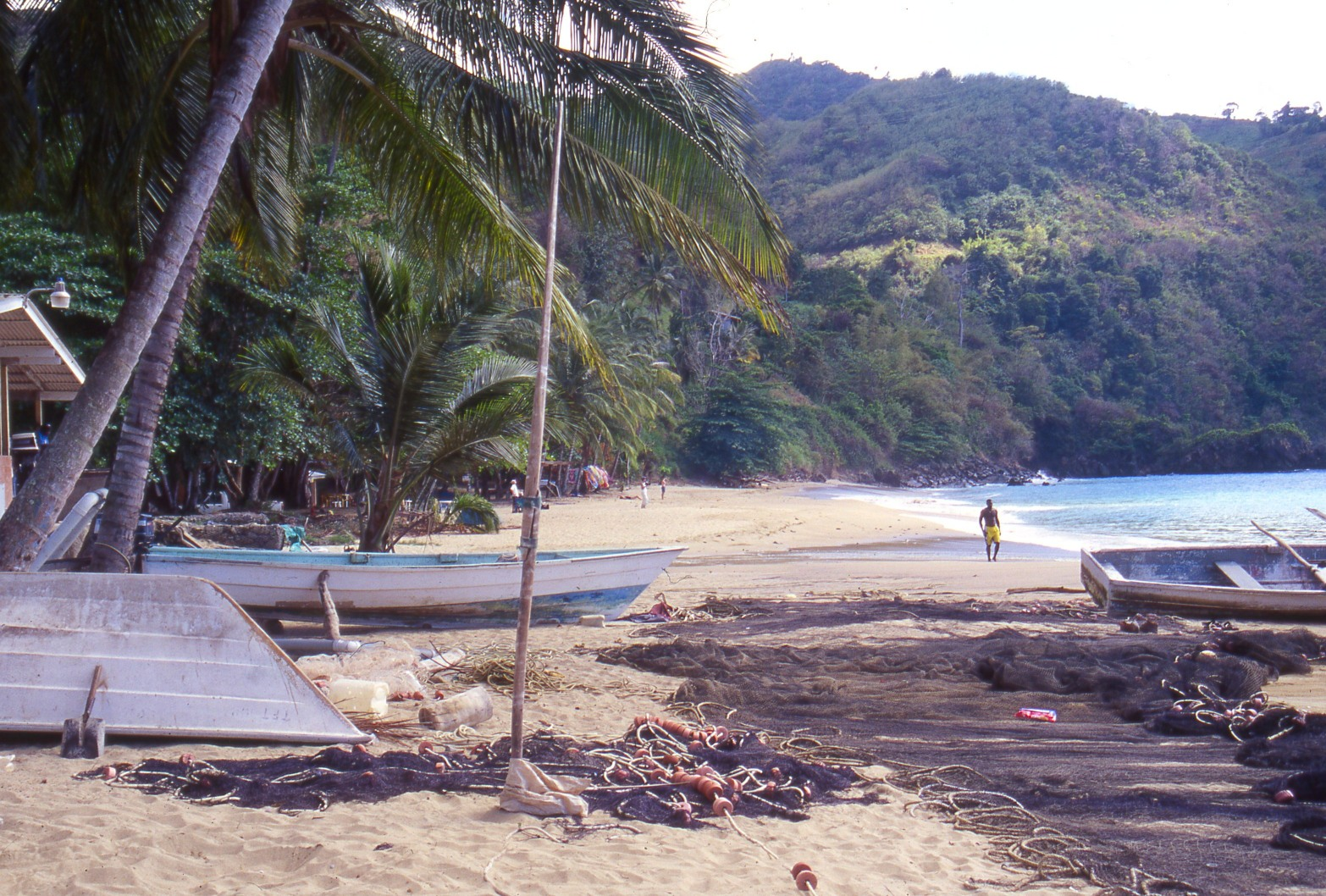
Пляж в деревне Кастара, Тобаго

Развит туризм. В 2004 году, на Всемирной туристической ярмарке в Лондоне, Тобаго был назван «Лучшим Карибским островом года».

## Достопримечательности
К местным достопримечательностям относят деревушки Маунт-Сент-Джордж (Джорджтаун, первая британская столица острова), Гудвуд, Роксборо, Голдсборо и Пембрук, колоритное Первое историческое кафе (First Historical Cafe) в парке Стадли, красивое здание старой сахарной плантации Ричмонд-Грейт-Хаус (XVIII в., сейчас здесь расположены гостиница, ресторан и обширное собрание африканского искусства и текстиля), водопад Аргайл (самый высокий на острове — 54 м), красивый залив Кингс-Бей (одно из немногих мест на побережье, имеющих хороший пляж с довольно развитой инфраструктурой), а также природоохранные зоны Спейсайда и острова Литтл-Тобаго, защищающие места гнездования многих морских птиц. Вечнозелёные леса.